# Sinularia ramosa
Sinularia ramosa is een zachte koraalsoort uit de familie Alcyoniidae. De koraalsoort komt uit het geslacht Sinularia. Sinularia ramosa werd in 1945 voor het eerst wetenschappelijk beschreven door Tixier-Durivault. 